# Muthugoundam Pudur
Muthugoundam Pudur es una ciudad censal situada en el distrito de Coimbatore en el estado de Tamil Nadu (India). Su población es de 10259 habitantes (2011). Se encuentra a 20 km de Coimbatore.

## Demografía
Según el censo de 2011 la población de Muthugoundam Pudur era de 10259 habitantes, de los cuales 5274 eran hombres y 4985 eran mujeres. Muthugoundam Pudur tiene una tasa media de alfabetización del 81,35%, superior a la media estatal del 80,09%; la alfabetización masculina es del 87,45%, y la alfabetización femenina del 74,85%.